# Atrobucca brevis
Atrobucca brevis is een  straalvinnige vissensoort uit de familie van ombervissen (Sciaenidae). De wetenschappelijke naam van de soort is voor het eerst geldig gepubliceerd in 1988 door Sasaki & Kailola.